# Tristan Louis

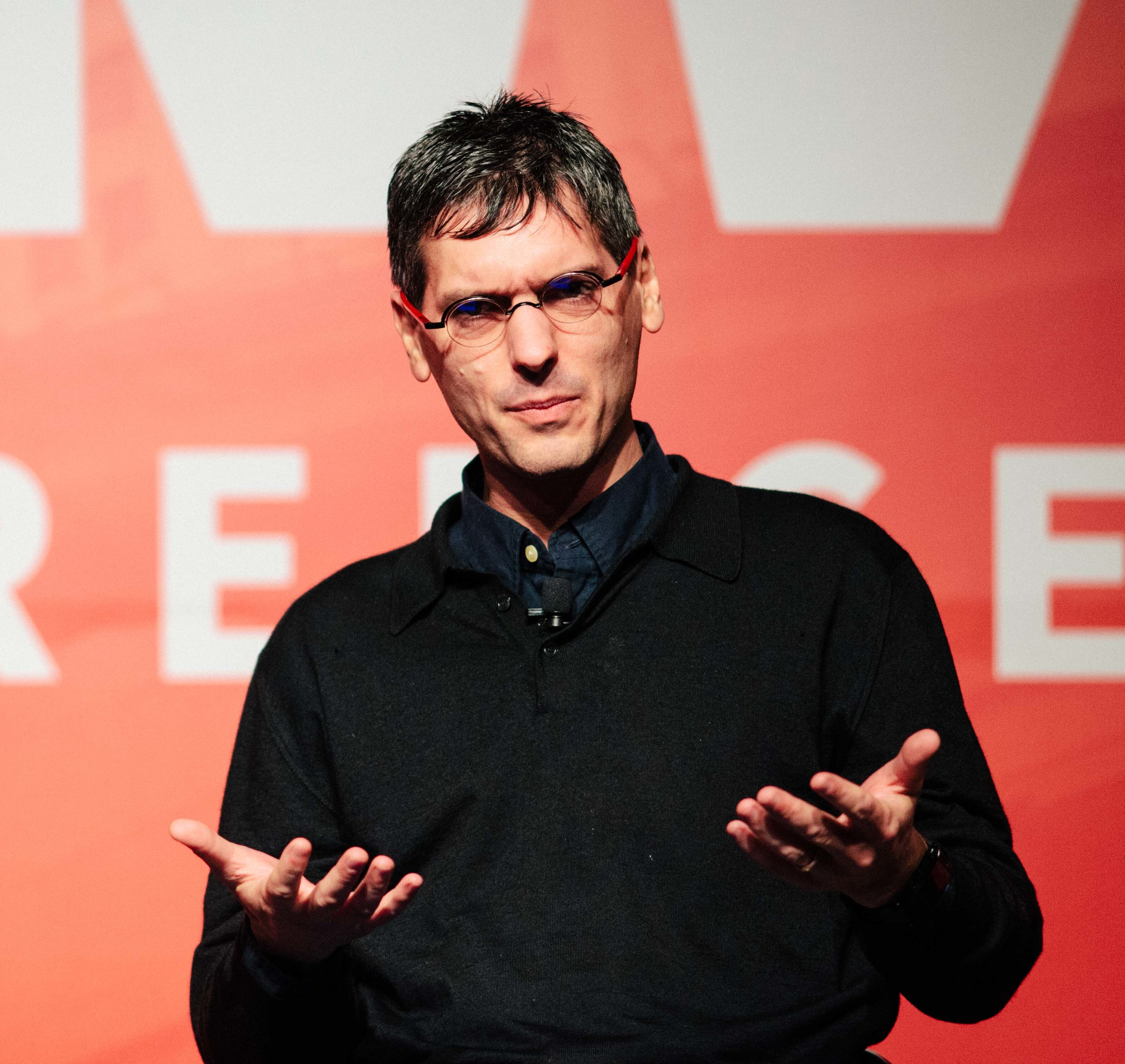
Tristan Louis, 2014

Tristan Louis (* 28. Februar 1971 in Digne-les-Bains, Frankreich) ist ein in den USA lebender Publizist.
Während der Diskussion über den Communications Decency Act stellte Louis sich auf die Seite der Protestierenden; seine Aktivitäten trugen zum Erfolg in dem Gerichtsfall Reno v. American Civil Liberties Union bei, in dem der Schutz des Ersten Zusatzes der US-amerikanischen Verfassung für Webseitenbetreiber bestätigt wurde. Als freiberuflicher Schriftsteller veröffentlichte er eine Reihe populärwissenschaftlicher Einführungen zum Thema Internet und schrieb Artikel für Fachzeitschriften (darunter The Silicon Alley Reporter und Business 2.0). Louis war auch an der Gründung mehrerer Internet-Unternehmen beteiligt. Über das Schicksal der kurzlebigen Firma Boo.com schrieb er eine ins Einzelne gehende Analyse der – in diesem Falle nicht bewältigten – Herausforderungen.
Vor dem Jahr 2000 war Louis an mehreren Initiativen des World Wide Web Consortium beteiligt, darunter einer frühen Version eines Standards zwecks Einbindung von Fernsehen in das Internet. Bald nach der Jahrtausendwende betätigte er sich als Ideenlieferant für RSS-Anwendungen. Seine Vorschläge nahmen teilweise vorweg, was heute als Podcasting bekannt ist.